# Companhia do Monte Branco
A Companhia do Monte Branco (CMB) (em francês:  Compagnie du Mont-Blanc), é uma sociedade fundada no ano 2000 para explorar o domínio de esqui, das subida mecânicas do vale de Chamonix e dos restaurantes respectivos, e que é propriedade da Compagnie des Alpes.
Reunião de uma série de pequenas companhias como a antiga  "Compagnie des téléphériques de la Vallée Blanche (CTVB)", a actual CMB explora entre outras os Teleféricos Argentière-Lognan, a STMB - Sociedade do túnel do Monte Branco e a Companhia Montenvers-Mer de Glace ;